# Valter Lindberg (statistiker)
Valter Rafael Lindberg, född 6 april 1897 i Ekenäs, död 5 februari 1976 i Helsingfors, var en finländsk statistiker. Han var far till Sten Lindberg. 
Lindberg var från 1919 verksam vid Statistikcentralen, blev filosofie doktor 1934, var 1934–1952 avdelningschef och 1953–1962 chef för nämnda verk. Han ägnade sig bland annat åt inkomst- och förmögenhetsstatistik och lade grunden till Finlands nationalräkenskaper. Han tilldelades professors titel 1947. Han skrev bland annat två studier över nationalinkomsten i Finland (1937 och 1943).